# Александров, Геннадий Петрович (лётчик)
Генна́дий Петро́вич Алекса́ндров (22 ноября 1922 — 25 января 1945) — советский лётчик-штурмовик, участник Великой Отечественной войны, командир эскадрильи 673-го штурмового авиационного полка 266-й штурмовой авиационной дивизии 1-го штурмового авиационного корпуса 5-й воздушной армии Степного фронта, Герой Советского Союза (4.02.1944), старший лейтенант.

## Биография
Родился 22 ноября 1922 года в Москве в рабочей семье. По национальности русский. Член КПСС с 1943 года. Образование неполное среднее, окончил Московскую среднюю школу № 327 (сейчас — № 1227). Окончил аэроклуб.
В Красной Армии с 1940 года. В 1941 году окончил Ворошиловградскую военную авиационную школу пилотов.
Участник Великой Отечественной войны с 1941 года. Командир эскадрильи 673-го штурмового авиационного полка (266-я штурмовая авиационная дивизия, 1-й штурмовой авиационный корпус, 5-я воздушная армия, (Степной фронт), старший лейтенант.) За время пребывания на фронтах Отечественной войны произвёл 88 успешных боевых штурмовых вылетов на уничтожение живой силы и техники противника, в которых уничтожил и повредил: танков — 25, автомашин с грузами и живой силой — 97, в воздушном бою сбил самолёт противника Ме-109, подавил огонь 5 минометных и 9 артиллерийских батарей на огневых позициях, 8 точек зенитной артиллерии, взорвал 2 склада с боеприпасами, сжег 8 домов с опорными огневыми точками, рассеял и уничтожил 965 солдат и офицеров.
Указом Президиума Верховного Совета СССР «О присвоении звания Героя Советского Союза офицерскому составу военно-воздушных сил Красной Армии» от 4 февраля 1944 года за «образцовое выполнение боевых заданий командования на фронте борьбы с немецкими захватчиками и проявленные при этом отвагу и геройство» удостоен звания Героя Советского Союза с вручением ордена Ленина и медали «Золотая Звезда».
25 января 1945 года погиб при выполнении боевого задания в районе города Катовице на территории современной Польши.

## Награды
- Медаль «Золотая Звезда» Героя Советского Союза
- Орден Ленина
- Два ордена Красного Знамени
- Орден Отечественной войны I степени
- Орден Красной Звезды

## Память
- Похоронен на Кладбище «Куле» в городе Ченстохова, Польша.